# Anaea acidalia
Anaea acidalia är en fjärilsart som beskrevs av Jacob Hübner 1819. Anaea acidalia ingår i släktet Anaea och familjen praktfjärilar. Inga underarter finns listade i Catalogue of Life.